# Canon van Amsterdam

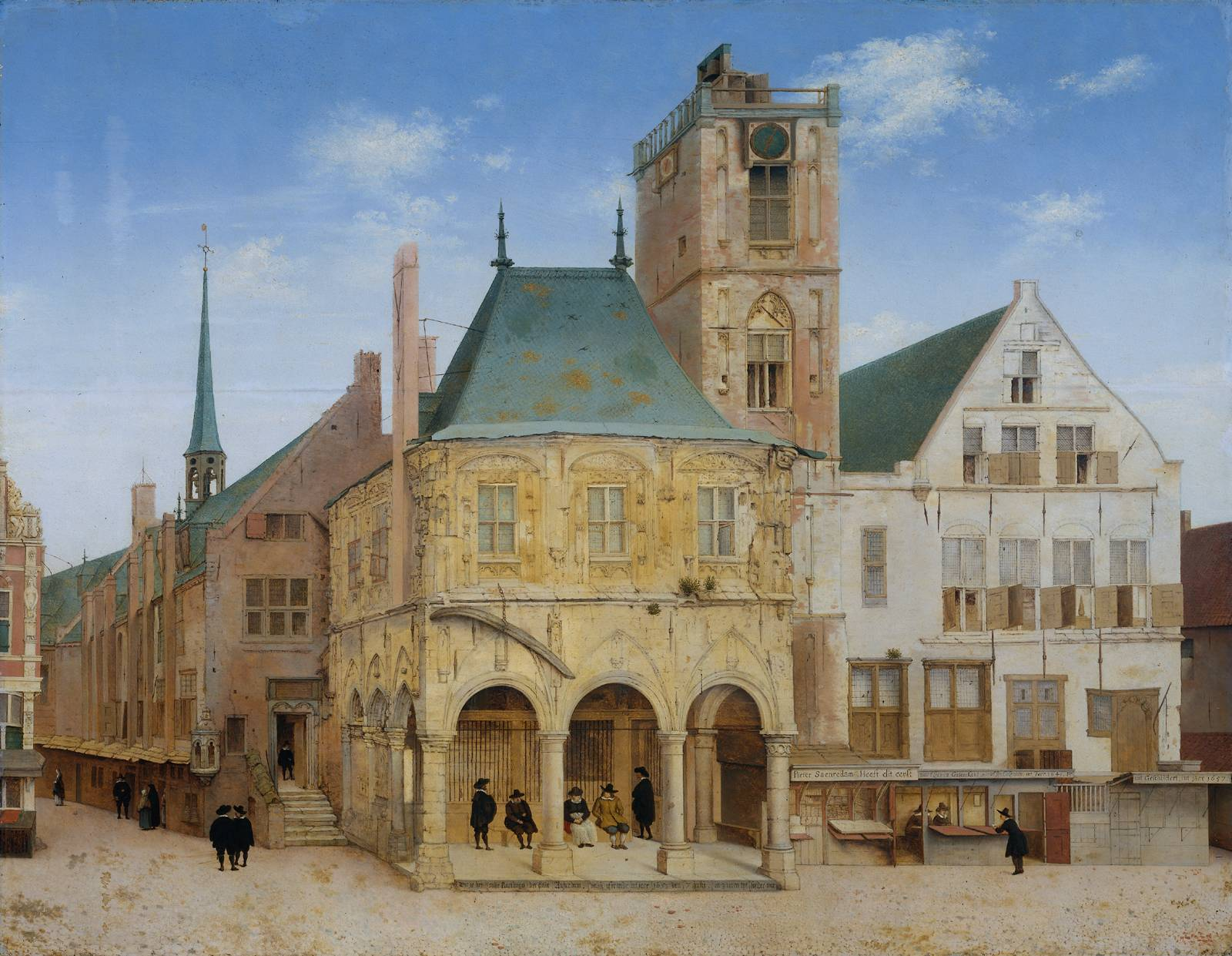
Het oude stadhuis op de Dam

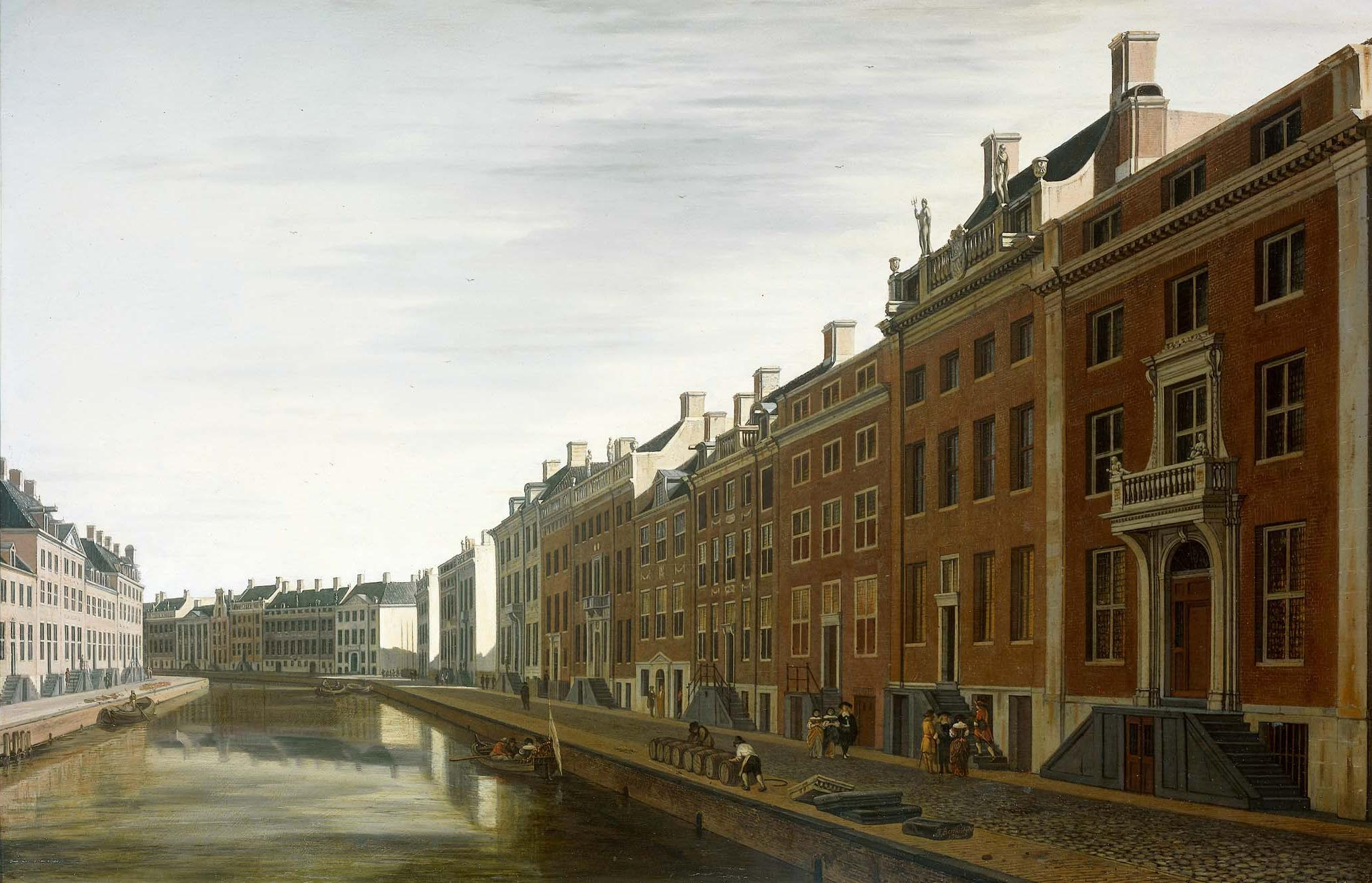
De grachtengordel

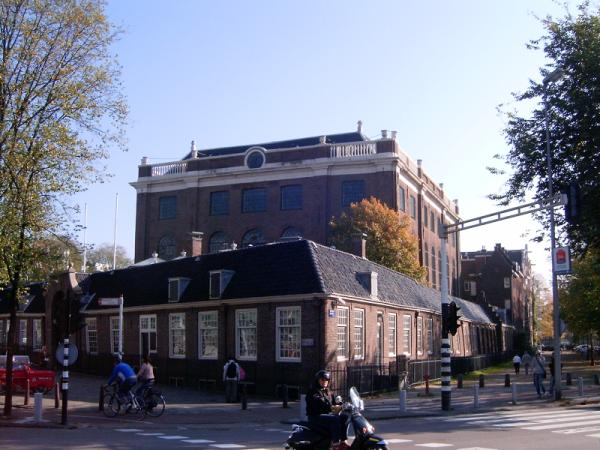
De Portugese synagoge

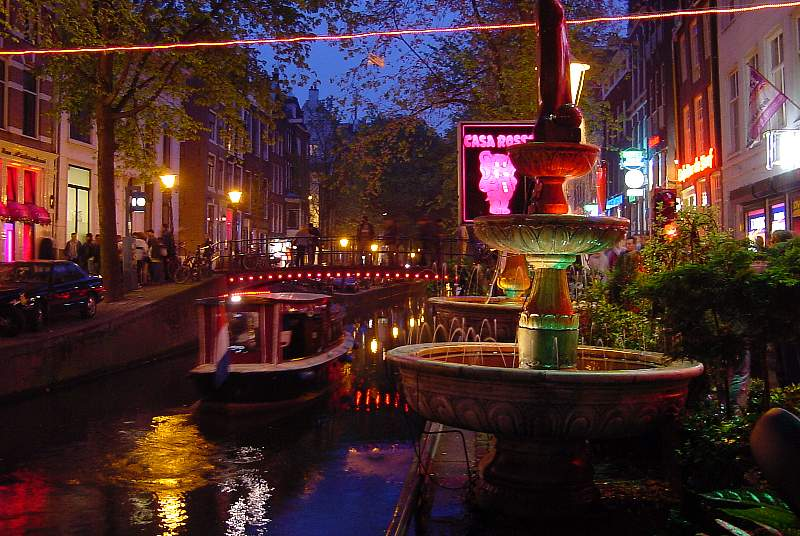
De Wallen

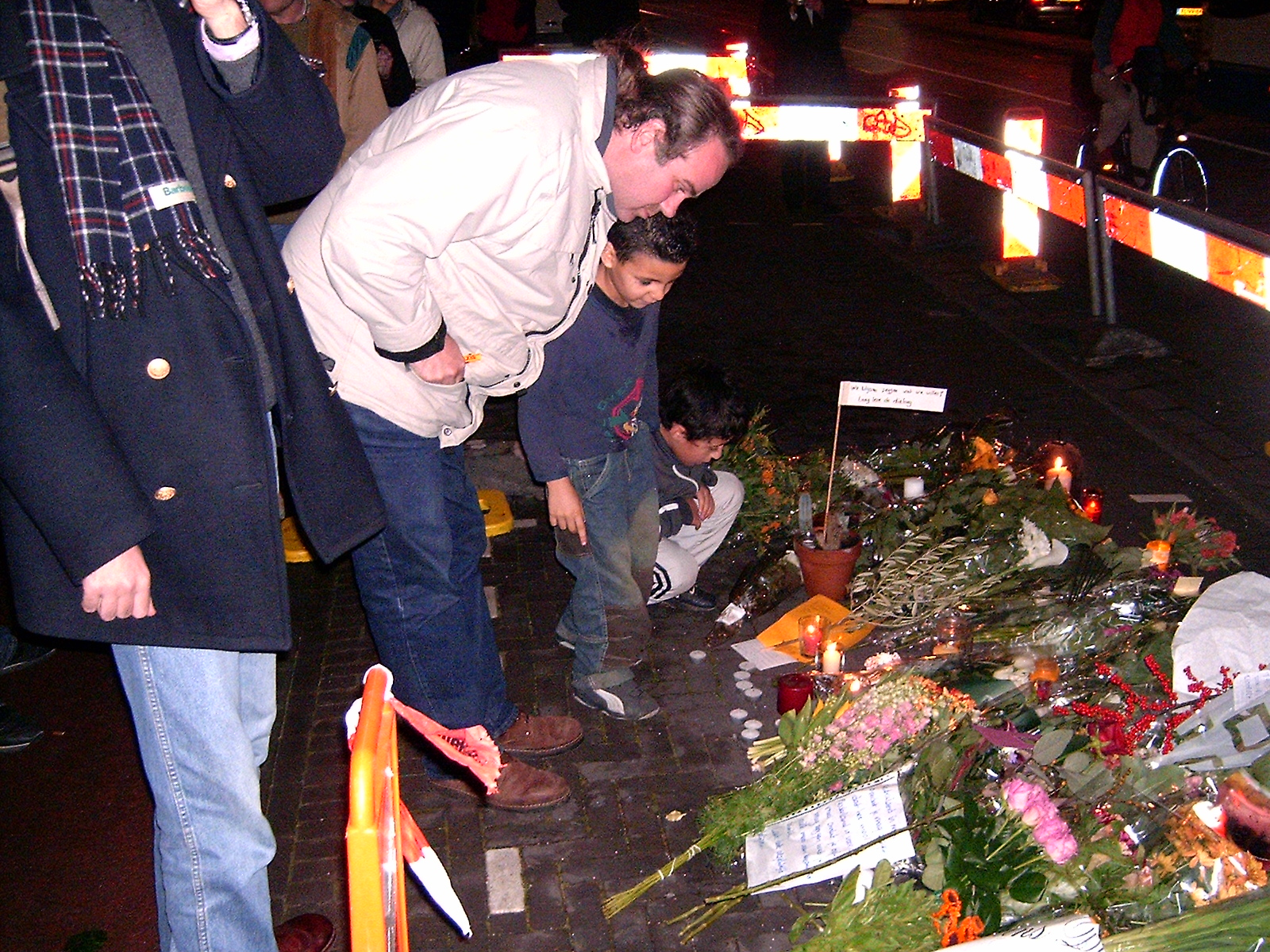
Moord op Theo van Gogh

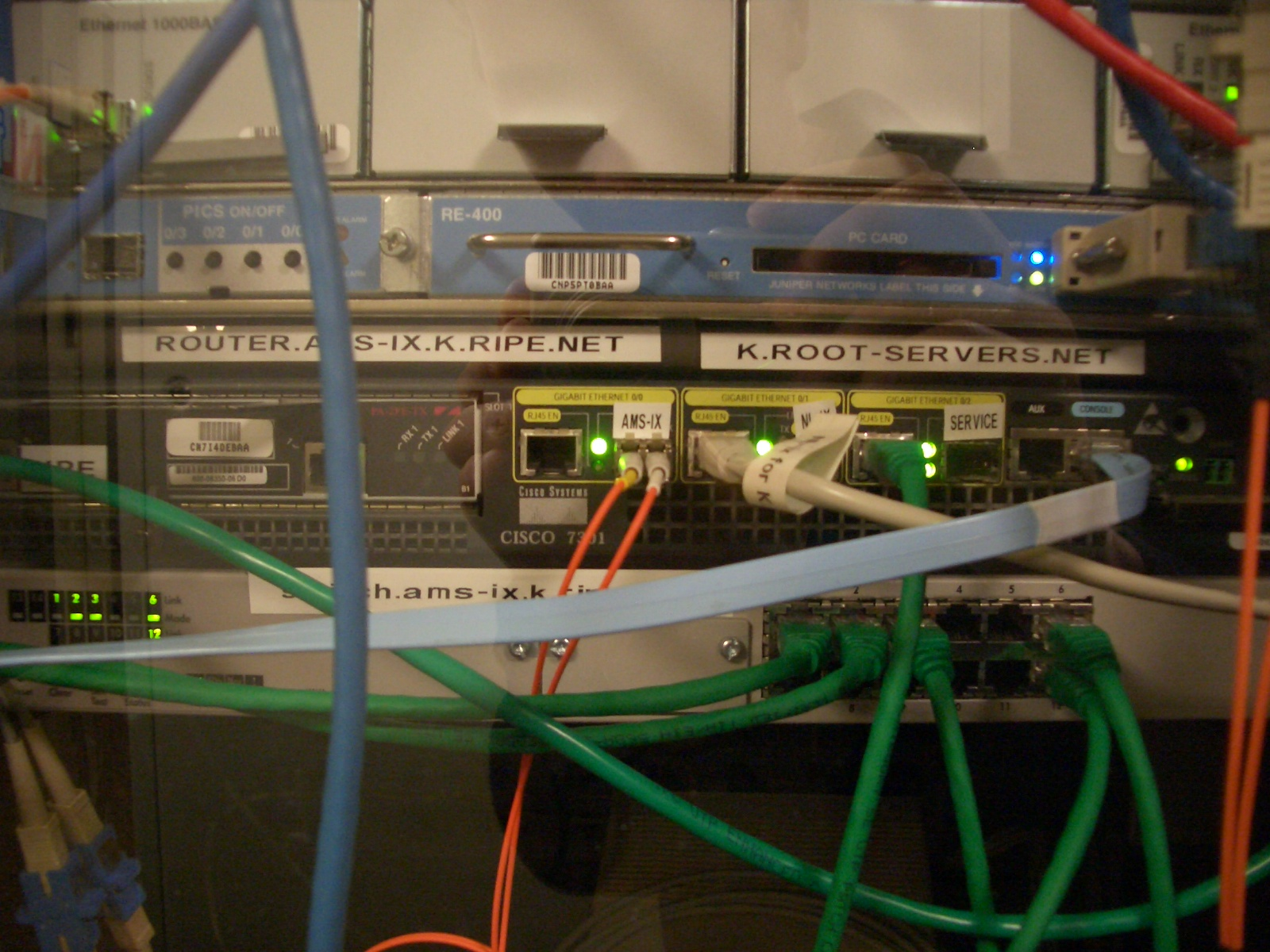
De Amsterdam Internet Exchange

De Canon van Amsterdam is een lijst van vijftig onderwerpen, 'vensters' geheten, met daarin belangrijke gebeurtenissen en ontwikkelingen in de geschiedenis van Amsterdam.

## Inhoud
De Canon van Amsterdam bestond uit 50 vensters. Van de aanleg van de Dam in de Amstel omstreeks 1250 tot de ingebruikneming van het op een na grootste internetknooppunt ter wereld, de Amsterdam Internet Exchange, stond elk venster symbool voor een kenmerkende periode in de Amsterdamse geschiedenis.
Alle 50 vensters samen vormden een raamwerk waarmee vanuit de huidige tijd teruggekeken kan worden op de geschiedenis en op de ontwikkeling die de Amsterdammers heeft gemaakt tot wie ze vandaag de dag zijn. Het is daarom interessant te horen hoe De Rooy de stad in enkele zinnen typeert: "Amsterdam is altijd een stad geweest van migratiestromen. Amsterdam is tevens een emancipatiemachine. Het is een plek waar mensen naartoe komen om een beter leven op te bouwen, voor zichzelf of voor hun kinderen."

## Ontstaan
Het initiatief werd genomen door de Amsterdamse VVD-fractievoorzitter Eric van der Burg, die in de gemeenteraad een voorstel indiende en steun kreeg van de voltallige raad. De canon werd op 3 september 2008 door een speciaal opgerichte commissie onder voorzitterschap van prof. Piet de Rooy in het Amsterdam Museum gepresenteerd aan burgemeester Job Cohen. Bij die gelegenheid werd De Rooy onderscheiden met de Zilveren penning van de stad Amsterdam.
Inwoners van de stad waren betrokken bij de selectie van de canon. Zo konden de lezers van Het Parool suggesties doen voor de keuze van de vensters. Tot 4 oktober 2008 konden belangstellenden via de website van deze krant invloed uitoefenen op de definitieve versie die aan het eind van dit jaar in boekvorm is verschenen. Bezoekers van de website konden zelf een nieuw venster voorstellen. Het voorstel moest wel goed worden onderbouwd. Ook moest worden aangegeven welk venster dan zou worden vervangen. De Amsterdamse canon heeft en houdt 50 vensters.
AT5 toonde wekelijks een programma waarin telkens een van de historische vensters centraal staat. De afleveringen waren ook online te bekijken. Het Amsterdam Museum heeft op basis van de canon een tentoonstelling samengesteld. Ook werden er lezingen en excursies georganiseerd.

### Wijzigingen en definitieve lijst
Op 28 november 2008 werd de definitieve versie van de Canon van Amsterdam in het Amsterdams Historisch Museum gepresenteerd aan wethouder Carolien Gehrels in de vorm van het boek De canon van Amsterdam. Ten opzichte van de eerste versie zijn er naar aanleiding van reacties van Amsterdammers enkele wijzigingen aangebracht. Bij het eerste venster werd naar aanleiding van een recente wetenschappelijk publicatie het begin van de Amsterdamse geschiedenis zo'n twee eeuwen eerder gelegd. Voorts werd een nieuw venster toegevoegd met de Olympische Spelen van 1928. Twee vensters over Willem Treub en Floor Wibaut werden samengevoegd tot 'Gas- en watersocialisme'.

### Canon offline
Na kritiek op de onderwerpen en de inhoud besloot de gemeente in 2011 alles wat met de Canon van Amsterdam te maken had offline te halen.

## De vijftig vensters waren
1. 1250 - De Dam
2. 1275 - Het tolprivilege
3. 1345 - Het Mirakel van Amsterdam
4. 1421 - Stadsbrand
5. 1482 - De stadsmuur
6. 1485 - Het oudste koopmansboek
7. 1535 - Het Wederdopersoproer
8. 1578 - De Alteratie
9. 1596 - Het tuchthuis
10. 1602 - De VOC
11. 1609 - Amsterdamsche Wisselbank
12. 1612 - De grachtengordel
13. 1617 - De Spaanse Brabander
14. 1631 - De Westerkerk
15. 1632 - Het Atheneum Illustre
16. 1642 - De Nachtwacht
17. 1648 - Het stadhuis
18. 1662 - De firma Blaeu
19. 1671 - De Hoogduitse en Portugese synagoge
20. 1683 - De Sociëteit van Suriname
21. 1700 - Buitenhuizen
22. 1762 - Het bankiershuis Hope & Co
23. 1777 - Felix Meritis
24. 1808 - Het Paleis op de Dam
25. 1828 - Het Algemeen Handelsblad
26. 1838 - Artis
27. 1864 - Het Paleis voor Volksvlijt
28. 1876 - Het Noordzeekanaal
29. 1885 - Vondelpark en Museumplein
30. 1890 - Kees de Jongen
31. 1894 - De Algemene Ned. Diamantbewerkersbond
32. 1896 - Gas- en watersocialisme
33. 1900 - De Pijp
34. 1917 - Plan Zuid
35. 1919 - Schiphol
36. 1927 - Café 't Mandje
37. 1928 - Olympische Spelen
38. 1934 - Algemeen Uitbreidingsplan
39. 1934 - Het Jordaanoproer
40. 1938 - Schepen uit Noord
41. 1940 - Moord op de joden
42. 1945 - De Hongerwinter
43. 1950 - Die mooie Wester
44. 1960 - De Wallen
45. 1965 - Het Lieverdje
46. 1968 - De Bijlmermeer
47. 1970 - Nummer 14
48. 2001 - De Dappermarkt
49. 2004 - De moord op Theo van Gogh
50. 2008 - Amsterdam Internet Exchange (AMS-IX)

## Verder lezen
- Piet de Rooy & Emma Los (red.), De canon van Amsterdam, Uitgeverij Boom, Amsterdam, 2008. ISBN 978 90 8506 683 5.